# Atho de Foces
Atho de Foces (en latín: Athoni de Focibus) fue un caballero aragonés señor de las tierras de Foces. Era hijo de Eximino de Foces.

## Biografía
Era mesnadero del rey Jaime I y se habla repetidamente en las crónicas de este rey, tanto de la figura de este Foces como de sus gestas. Acompañaba a D. Jaime en la muerte de Pedro de Ahones, señor de Bolea, y le ayudó a evadirse ante la celada que le tenían preparada los de Huesca.
El 2 de diciembre de 1249, en Villarquemado, Jaime I le donó los castillos de Santa Eulalia la Mayor, Castel de Cabra y Petrasol.
En 1256, el rey Jaime I le donó la localidad de Millares, reconquistada por los cristianos el año siguiente, 1257. La donación se llevó a cabo en Tarazona el 18 de enero y comprendía también Dos Aguas y el castillo de Madrona.
En 1288 sirvió al rey Alfonso III contra el rey de Mallorca.
Estuvo presente en la muerte del rey Alfonso III el 17 de junio de 1291 y fue uno de los tres representantes del reino de Aragón  para ir a Mallorca en busca del hermano del finado, el futuro rey Jaime II.
Era padre de Doña Godina, quien más tarde daría nombre al municipio de La Almunia de Doña Godina.
Falleció el 19 de septiembre de 1302, siendo enterrado el 13 de octubre del mismo año en su panteón del templo de San Miguel de Foces, junto con su padre Eximino de Foces.